# FLIRT/フラート
『FLIRT/フラート』（Flirt）は、1995年製作のアメリカ映画。ハル・ハートリー監督・脚本。

## ストーリー
ニューヨーク、ベルリン、東京の3都市のカップルを描く作品で、3組のカップルのセリフがほぼ共通という構成が特徴。
ニューヨーク在住のビルとエミリーは交際歴6ヶ月。ビルはパリへ3ヶ月間の里帰りをすることになる。パリには以前別れた恋人がいる。エミリーはビルに対して将来のことを問いただそうとするがビルは答えない。そしてパリに戻ったビルは、元恋人のもとを訪れる。
ベルリン在住のヨハンとドワイトは同性愛のカップルである。ヨハンは仕事でニューヨークへ3ヶ月の出張になる。その出発に際してドワイトは二人の将来を問うも、ヨハンは明確に答えないまま去ってしまう。
東京在住の映画監督ハルはミホと交際6ヶ月にして、アメリカに3ヶ月の帰郷をすることになる。ハルはミホに今後のことについて尋ねるが、ミホは答えられない。

## キャスト
| ビル・セイジ           | [ 1 ] |
| パーカー・ポージー     | [ 1 ] |
| マーティン・ドノヴァン | [ 1 ] |
| ドワイト・ユーウェル   | [ 1 ] |
| 二階堂美穂             | [ 1 ] |
| ハル・ハートリー       | [ 1 ] |
| 原千果子               | [ 1 ] |
| 永瀬正敏               | [ 1 ] |

## スタッフ
| 製作総指揮 | レインハード・ブランディング | [ 1 ] |
| 製作総指揮 | ジェローム・ブラウンステイン | [ 1 ] |
| 製作       | テッド・ホープ               | [ 1 ] |
| 監督・脚本 | ハル・ハートリー             | [ 1 ] |
| 撮影       | マイケル・スピラー           | [ 1 ] |
| 音楽       | ネッド・ライフル             | [ 1 ] |
| 音楽       | ジェフリー・テイラー         | [ 1 ] |

## その他
- JVDからビデオが、メディアリングからレーザーディスクが発売されていた[1]。現在は廃盤となっており入手困難である。消費者リクエスト型ショッピングサイトたのみこむではハートリー作品のDVD化が発案されている[2]。